# Вагапов, Рашид Вагапович
Раши́д Вага́пович Вага́пов (тат. Рәшит Ваһап улы Ваһапов; 7 мая 1908 года, д. Актуково, Сергачский уезд, Нижегородская губерния — 14 декабря 1962 года, Казань, Татарская АССР, РСФСР) — татарский певец, один из самых ярких исполнителей в татарской музыкальной культуре. Заслуженный артист Татарской АССР (1950), народный артист Татарской АССР (1968).

## Биография
Родился в семье Абдулвагапа Хайретдинова (1870—1937) — имама третьей соборной мечети с. Актуково. В годы сталинских репрессий Хайретдинов взят под стражу и расстрелян как «враг народа» в июле 1937 г.
В 1920—1926 годах учится в Нижегородском татарском педагогическом техникуме.
В 1926—1928 годах работает в школах сел Петряксы, Пица, Рыбушкино, Актуково, Красный Остров. В 1928 году решением Петряксинского волостного комитета партии отстраняется от работы.
В 1936—1939 годах учится в Татарской оперной студии в Москве.
В 1938—1940 годах — служит актёром в Московском доме татарской культуры («Дом Асадуллаева»). По инициативе композитора Александра Ключарёва его приглашают в Казань.
С 27 мая 1941 года — солист Татарской государственной филармонии. В её составе готовится к участию в Декаде татарской литературы и искусства в Москве осенью 1941 года. С началом войны состоялись первые гастроли Р. Вагапова по республике вместе с музыкантом Гани Валеевым, певицей Джавахирей Салаховой и танцовщицей Х. Муллахметовой.
Рашид Вагапов скончался 14 декабря 1962 года, на 55-м году жизни. Похоронен на кладбище в Ново-татарской слободе.

## Творчество
В течение 20 лет Рашид Вагапов оставался одним из популярнейших татарских певцов. Он был прекрасным интерпретатором татарских народных песен и вокальной музыки татарских композиторов. Обладал сильным голосом красивого тембра, умением доносить до слушателя всю глубину произведений, вошедших в золотой фонд национального музыкального наследия. Концерты Рашида Вагапова становились событием для проживающих за пределами Татарской АССР татар.

### Исполняемые песни
Татарские народные:
- Альфия
- Урман
- Алсу
- Нурия
- Гөлҗамал
- Фирдәвескәй
- Көзге ачы җилләрдә
- Рәйхан
- Эскадрон

## Награды и звания
- Народный артист Татарской АССР (1968)
- Заслуженный артист Татарской АССР (1950)

## Фестиваль татарской песни
Начиная с 2004 года ежегодно проводится Международный фестиваль Татарской песни имени Рашида Вагапова.

## О Рашиде Вагапове

### Книги
- Р. Ахметов. «Рашит Вагапов» (2000)

### Фильмы
- «Рашид Вагапов — татарский соловей»[3] (2007). Короткометражный фильм о сложной судьбе, жизни и творчестве народного артиста Татарстана Рашида Вагапова.

### Память
- 16 июля 2016 года в селе Уразовка  Нижегородской области открыт памятник выдающимся татарским певцам, уроженцам Нижегородской области, Рашиту Вагапову и Хайдару Бигичеву[4].
- 30 августа 2022 года в Казани в сквере Татарской государственной филармонии имени Габдуллы Тукая открыли памятник выдающемуся татарскому певцу Рашиту Вагапову[5].
- 17 ноября 1998 года в честь Рашида Вагапова названа улица в Казани